# 広州救主堂

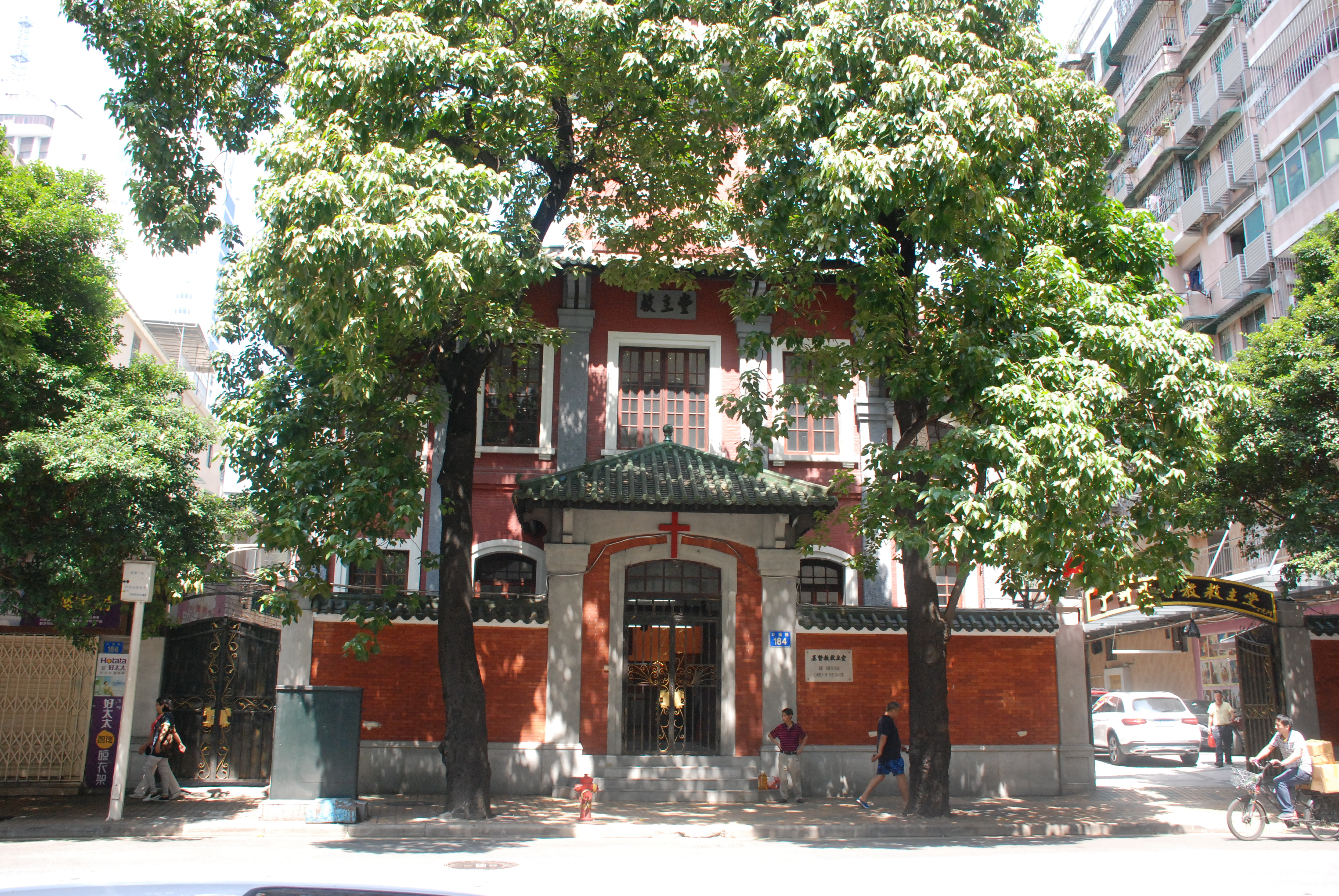
広州救主堂（中国・広州市）

広州救主堂（こうしゅうきゅうしゅどう、中国語: 广州救主堂、英語: Church of Our Savior, Guangzhou）は、中国広東省広州市越秀区万福路184号にあるプロテスタント教会である。

## 概要
広州救世主堂は、中国広州に聖公会が設立した教会である。1903年、英国聖公会香港広東教区の主教が中国人司祭の莫寿増を広州に派遣した。翌1904年には借家に事務所を設立し、その前後に海珠区に落ち着き、そこにテトス学校も作った。1912年になって、正式に土地が購入されて、1919年に定礎式が行われて、1921年冬に救主堂の聖別式が挙行されて、その建設面積は約1,600平方メートルであった。
1960年、当時の興華バプテスト堂、メソジスト教会の高第堂、バーゼル宣教会の岳花堂、アッセンブリーズオブゴッドの文明堂、大馬站の福音堂、改革長老教会の維新堂、セブンスデー・アドベンチスト教会の南関堂は、すべて広州救主堂に強制統合さる時期を経験した。さらに1966年からの文化大革命中には、救主堂も閉鎖された。その19年後の1985年4月には、礼拝が再開され、広州で再開された5番目の教会となった。
2019年4月13日および14日、当教会では献堂100周年および礼拝回復34周年を祝った。
現在、この教会では毎週日曜日に朝、昼、夕の三回に分かれて礼拝がある。朝の礼拝は午前9時から10時半頃までで、主に中高年の信徒が対象で、広東語で行われる。昼の礼拝は正午から正午1時半ごろまで、青少年の礼拝のため中国語普通話で行われる。夕の礼拝は午後7時半から始まり、普通話で行われる。

## 参照項目
- 中国のキリスト教
- 中国基督教協会
- 愛徳基金会
- 石室聖心大聖堂 - 広州市のカトリック教会の大聖堂